# Anotogaster
Anotogaster là một chi chuồn chuồn ngô thuộc họ Cordulegastridae.
Chi có các loài sau:
- Anotogaster antehumeralis Lohmann, 1993
- Anotogaster basalis Selys, 1854
- Anotogaster chaoi Zhou, 1998
- Anotogaster cornutifrons Lohmann, 1993
- Anotogaster flaveola Lohmann, 1993
- Anotogaster gregoryi Fraser, 1924
- Anotogaster klossi Fraser, 1919
- Anotogaster kuchenbeiseri (Förster, 1899)
- Anotogaster myosa Needham, 1930
- Anotogaster nipalensis (Selys, 1854)
- Anotogaster sieboldii (Selys, 1854) - Jumbo Dragonfly, Siebold’s Dragonfly[2]
- Anotogaster xanthoptera Lohmann, 1993

## Hình ảnh

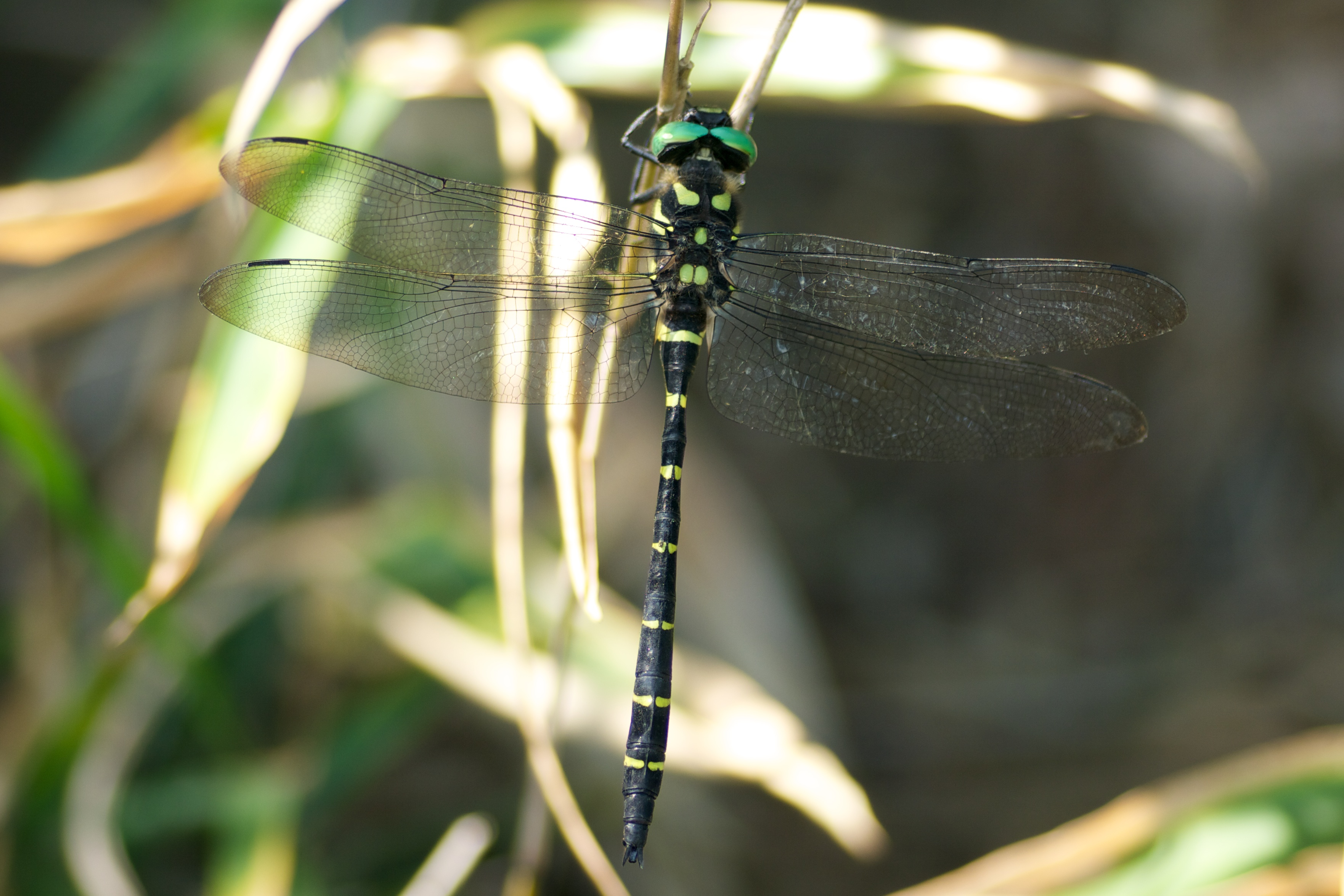